# Arquelais, Tecla y Susana de Rávena
Las santas Arquelais, Tecla y Susana fueron tres vírgenes cristianas de la región de Romaña en el norte de Italia. Durante la Persecución de Diocleciano en el siglo III, se cortaron el cabello, se vistieron de hombres y escaparon a una zona remota en Campania, en el sur de Italia. Según su hagiografía, continuaron viviendo como ascetas, practicando el ayuno y la oración, utilizando su don divino de sanación, tratando a los habitantes locales y convirtiendo a muchos practicantes del paganismo al cristianismo. Cuando el gobernador del distrito escuchó sobre las curaciones efectuadas por las doncellas, las arrestó y las llevó a Salerno. Amenazó a Arquelais con tortura si no ofrecía sacrificios a los ídolos, y cuando se negó, ordenó que "fuera destrozada por leones hambrientos, pero las bestias se acostaron mansamente a sus pies". El gobernador ordenó matar a los leones y encarceló a las vírgenes.
Arquelais fue torturada; primero fue suspendida de un árbol, luego le rasgaron la carne con instrumentos de hierro y le vertieron alquitrán caliente en las heridas. Según la tradición, oró con más fuerza, "y de repente una luz brilló sobre ella y se oyó una voz: 'No temas, porque yo estoy contigo' ". Sus verdugos también intentaron aplastarla con una gran piedra, pero un ángel la empujó hacia el otro lado y aplastó a los torturadores en su lugar. Un juez ordenó a los soldados decapitarlas, pero estos no se atrevieron a hacerles daño, y las vírgenes les dijeron: "Si no cumplen la orden, no tendrán nuestro respeto". Las tres fueron entonces decapitadas, en el año 293. Su festividad es el 19 de enero.